# Vozdvîjivka, Huleaipole
Vozdvîjivka (în ucraineană Воздвижівка) este localitatea de reședință a comunei Vozdvîjivka din raionul Huleaipole, regiunea Zaporijjea, Ucraina.

## Demografie
Componența lingvistică a localității Vozdvîjivka
     Ucraineană (93,13%)
     Rusă (4,08%)
     Alte limbi (1,13%)
Conform recensământului din 2001, majoritatea populației localității Vozdvîjivka era vorbitoare de ucraineană (93,13%), existând în minoritate și vorbitori de rusă (4,08%) și armeană (1,59%).